# Garcinia pauciflora
Garcinia pauciflora là một loài thực vật có hoa trong họ Bứa. Loài này được Baker mô tả khoa học đầu tiên năm 1883.